# 鮑勃凱特·戈德斯韋特
鮑勃凱特·戈德斯韋特（英語：Bobcat Goldthwait，1962年5月26日—）是美國的一位演員、喜劇演員、配音演員，尤以黑色喜劇領域見長。他出演吉米夜現場等節目。

## 外部連結
- 鮑勃凱特·戈德斯韋特在互联网电影资料库（IMDb）上的資料（英文）